# 田縯之
田縯之（1896年—1979年），名寅，字縯之，一字虎公、木公、拜佛山人等。因“縯”字僻又常被称为田演之。河北平山城内北街人，后迁居北京，又至台湾，中国国画家、教育家。擅翎毛花卉，尤以画鸟名重一时。田縯之曾著述中国画技法《墨香阁画范》（1926年10月，保定出版）、《田演之国画集》（1972年10月，台北出版）和随笔文集《生平所见之怪现象》。

## 人物生平
田縯之出生于书香门第，家学深厚，且家境殷实。先祖父田荫隆于光绪年间考取拔贡，父亲田贡之考取秀才。其伯祖父田荫昌，字子厚，工书擅画，晚年以指画见长。幼年田縯之喜好图画，并深受其影响。田縯之早年就读于平山县立高等学校和正定中学。1920年，其考入北平国立艺专（今中央美院），师从著名画家陈师曾（陈衡恪）、陈半丁、萧屋泉、姚茫父、贺良朴学习国画。后曾留学于日本。1924年毕业后开始美术教学及创作，曾在保定民生中学、省立女子师范学校、石家庄省立中学及北平四存中等学校任美术教员。期间曾出版中国画技法一书《墨香阁画范》。 
1947年底田縯之在石家庄举办首场个人画展，随后又在北京、平凉、兰州、台湾等地举办多场画展。一次画展中，所展出的200件作品被抢购一空，其中30件作品被一位美国商人购买。
田縯之中年移居北平，后游历世界各地采风。1949年经张大千引导赴台湾定居，并在台湾继续美术教学和创作，与物理学家吴大猷交好。旅居台湾宜兰后曾出版《田縯之国画集》，画本序曰：“民国三十八年因避难，辗转万里途经西北，由巴基斯坦、印度、菲律宾等国，只身来到台湾，执教于宜兰中学。”（现宜兰省立高级中学）。62岁时因病退休，客居于台北与宜兰之间，且在画界广为交往，1979年田縯之于台湾宜兰市病逝。两岸恢复通讯后，由田縯之学生联络其中国大陆家人，带回部分画作，但由于年代及历史因素，其画作有不同程度受损。
田縯之一生颠沛流离，历尽沧桑，所经之处，依靠画展卖画为生。据说他从甘肃出发，经敦煌、兰州、迪化（乌鲁木齐）等地区举办多场画展，画作颇受欢迎。田縯之周转于中国大西北，以及巴基斯坦、印度等国家，以沿途所亲历的异域风情，又编撰成册，题名为《生平所见之怪现象》。曾有评介田縯之“台北新风收岭海，宣南旧梦蕴星霜”，画坛闻名。

## 作品
田縯之的作品留世极为稀少。曾出版《墨香阁画范》、《田縯之画集》、《生平见闻记》、《田縯之名家画收藏》、《中国画技法》等著作。其中《田縯之画集》、《生平见闻记》分别被收录在台湾国立中央图书馆、美国耶鲁大学、康奈尔大学、加州伯克利大学图书馆。
田縯之与齐白石合画作品《荷花》在2011年的浙江拍卖会出现。
“拜读其画作，田寅先生师古人，秉承传统，尊崇“六法”，且另辟蹊径。他的绘画见朴见拙，尊崇文人绘画遗风，所谓：宁朴毋华，宁拙毋巧，宁丑毋媚，宁荒率毋工整，以求逸得之，写之心性。他的画作注重用笔、用色，其花鸟画与同时代的海派大师吴昌硕镜似，脱开“五色染目”的藩篱，色彩清丽典雅，富于变化，兼工兼写，意味奥妙。其大写意画作泼墨挥毫，笔力雄浑，雍容华滋。其画作虚实、疏离、轻重、浓淡自然妙得，笔墨之润秀、意趣之高雅，所谓“笔补造化天无功”。田寅先生画作以古为徒，又师造化，另辟蹊径、以求新解。即一则面向传统，一则面向自然。他尤擅长翎毛、花卉，且敏于观察，又自我融会贯通，注重写其生活意趣。他笔下的“鸡禽”艳而不俗，工而不滞，灵动自然，富于生机和意趣，正所谓“生平万事皆痴呆，唯画鸡儿不让人”。读其写意画作笔意从容，画格朴华，逸笔挥毫，物我两忘之境，以为妙得！他对于造型语言的把握，在某些程度上折中中西、融合今古，展开说，其鸡禽、走兽的形象，有写实的基础，也有传统写意造像的古朴，气韵生动，亦见笔、见性，以天然之趣抒写文人胸中逸气。
田寅虽然旅居京华，师承名家，但早年地处偏远、积贫积弱的平山县城，生活阅历丰富，或者说曾躬耕乡野，深知世态冷暖。以此，他的画作，古意深情，兼写民间所见物象，又漫兴意象之墨、如悟入语。田寅先生艺术所求执意生涩、古拙、朴华，研习传统，又博彩新知，有些画作，所谓传统笔墨写当下现实生活，再以长篇跋文抒写内心感悟，措辞严谨，道学深厚。卒读其部分画作趋向平民化，且表达画者苍茫之胸臆。其题勉早年多为行草书，耄耋之年以左手补款，多为隶书，且多有释文。田寅先生客居台湾后乡愿幽情尽载画意，譬如山水画作“一笛明月人不识，自家吹与自家听”。卒读其山水画作朴疏清远、意境幽深，与同时代齐白石先生“五出五归”画风相像。有资料显示，其画作《荷花世界》为早年与白石先生合作，落款“演之写生，白石补蟲（蜻蜓）”。田寅家业殷实，在京期间，广交画界名流，可见理解。其中多幅画作由画坛名家陈半丁先生补款、题跋作品尽在，譬如《山君图》《红梅》《芭蕉菊画》等，可见亦师亦友，声色相通，惺惺相惜。“田演之画展”是由民国政界元老于右任先生题勉，可见其社会交际之资历。
资料记述：先生暮年，62岁因病退休，居于台北木栅溝子口富山新村其弟处。饮酒作画，颐养天年，其为人淡泊名利，豪放不羁，有八大山人遗风。嗜好皮簧，谈吐诙谐，又如东方朔，在台湾期间与书画家梁寒操、马绍文、梁伯雍、谭鸿儒，交往莫逆。田老作画常署虎公、木公、一髯道人、拜佛山人、世外老人、半聋老人。颜其室曰：越雪草堂，图章近百，均出自金石名家手笔。在台湾，一代宗师，名重艺林。柳风先生且附有诗文： “拜佛山人八十翁，艺林泰斗仰雄风。草堂春暖日高起，白首情多色未空。拜佛老人越雪堂，一生三谱凤求凰。风流底是老来健，画个雄鸡戏海堂。杖朝年过老天真，拜佛山人越雪津。写菊画鸡称独步，大千居士让三分。肝胆照人擅画鸡，艺林享誉满中西。草堂春暖日高起，文采风流戏少妻。海屋添寿八百春，安贫乐道帝天真。丹青不写美人影，画个雄鸡报晓春。一代宗师老更狂，兴来画笔为鸡忙。喜君尚有好兄弟，二老同居越雪堂。”（引自佚名的繁体印刷的报纸）”

## 人物轶事
山西军阀阎锡山曾致函田縯之求画，田为此作了两幅画来讽刺阎锡山。一幅画面是几只鳖围着一堆蒜头，题词是“劝老鳖莫装蒜，而今世界沧桑变”；另一幅画面是一只大鳖带几只小鳖在草地上爬，题词“带子上朝”。

## 相关人物
台湾书画家黄哲夫早年启蒙于田縯之。
田縯之曾孙女田超（Chao Tian）是中国扬琴演奏家，曾为女子十二乐坊成员，现旅居美国。